# Mendi
Mendi ist die Hauptstadt der Southern Highlands Province in Papua-Neuguinea im Pazifik.
Die Stadt kann über Mount Hagen und über den Highlands Highway im Nordosten oder mit einem Flugzeug über den Mendi Airport erreicht werden. Der Highway führt weiter nach Tari.
Mendi hat 17.119 Einwohner (Stand: 2000). Die Stadt liegt auf einer Höhe von 1675 m im Tal des Mendi River, in dem Gemüse und Kaffeebohnen wachsen, ferner befinden sich in der Nähe der Stadt Teeplantagen. Im Ort gibt es Sägewerke. 
Der Stamm der Mendi lebt um die Hauptstadt herum, wo sie ihre traditionellen Ein-Familien-Gärten einzäunen.